# Creature della notte
Creature della notte è un film del 1934 diretto da Amleto Palermi.